# Иванов, Борис Николаевич (скульптор)
 Борис Николаевич Иванов (9 апреля 1902 года, Санкт-Петербург — 20 сентября 1941 года, Борисполь) — советский скульптор.

## Биография
В 1929 году Борис Иванов окончил Одесский художественный институт.
Через шесть лет, в 1935 году переехал на постоянное место жительства в Киев. После начала войны участвовал в обороне Киева. 26 июня Иванов добровольцем вступил на службу в Пинскую военную флотилию и стал пулеметчиком на мониторе «Житомир». Очевидно, что Иванов Б. Н. входил в состав так называемого 2-го сухопутного отряда ПВФ силой 300—400 человек, сформированного из экипажей погибших кораблей и принимавшего участие в отражении 2-го штурма Киевского укрепрайона. После оставления Киева 19 сентября Иванов Б. Н. в составе отряда оказался у восточных пригородов Киева. В одиночку мужественно держал оборону до последнего патрона, а затем, дважды раненый, последней гранатой взорвал себя вместе с гитлеровцами 20 сентября 1941 года, около Борисполя, где в этот день моряки-днепровцы вели упорнейшие бои с немцами.

## Проекты
- «Военмор» (1929)
- «Снайпер» (1935)
- «Моряки» (1938)
- «Косовський»
- портрет Г. Петровского
- портрет А. Пушкина
- портрет М. Щепкина (30-е годы)
- «В.Чкалов» (1939 г., в Национальном художественном музее Украины)
- Парковая статуя лётчика Валерия Чкалова в 1940 году была изготовлена по оригиналу 1940 года Бориса Иванова и установлена в городе Киеве[4].
- Памятник Г. Котовскому (Хынчешты) (1941)

## Награды и премии
- Медаль «За трудовое отличие» (16 сентября 1939 года) — в связи с успешным окончанием работ по строительству Всесоюзной Сельскохозяйственной Выставки[5].
- Лауреат первой премии VI Всеукраинской художественной выставки.